# 비라크
비라크(아랍어: براك, 영어: Brak)은 리비아 와디알샤티 주의 주도다. 2004년 기준 인구는 43,100명이다.